# Micheline Presle
Micheline Presle, eigenlijke naam Micheline Nicole Julia Émilienne Chassagne, (Parijs, 22 augustus 1922 – Nogent-sur-Marne, 21 februari 2024) was een Franse actrice.

## Leven en werk

### Debuut en eerste rollen
Micheline Chassagne begon al vroeg figurantenwerk te doen. Haar eerste rolletje kreeg ze in La Fessée (1937). Ze volgde toneellessen bij Raymond Rouleau. Haar artiestennaam (Presle) ontleende ze aan haar eerste succes : in de tragikomedie Jeunes Filles en détresse (1939) van de uitgeweken Duitse cineast Georg Wilhelm Pabst vertolkte ze het personage 'Jacqueline Presle'. Al gauw speelde ze het typetje van het jonge mooie onschuldige meisje in (tragi)komedies van gevestigde waarden als Abel Gance, Marcel L'Herbier, Marc Allégret en Jacques Becker.

### Doorbraak en de literaire rollen van de jaren veertig
Het was in Beckers drama Falbalas (1944) dat ze definitief doorbrak dankzij de rol van muze van een modeontwerper, rol van haar oud-leraar theater Raymond Rouleau. Na de Tweede Wereldoorlog maakte ze komaf met haar imago van het brave meisje. Ze speelde de hoofdrol in verscheidene literatuurverfilmingen: zo was het drama Boule de suif (1945) gebaseerd op de gelijknamige novelle van Guy de Maupassant. In het drama Le Diable au corps (1947), naar de succesvolle roman van Raymond Radiguet, kreeg ze Gérard Philipe als tegenspeler. Jean-Paul Sartre leverde het origineel verhaal voor Les Jeux sont faits (1947) en in de sandalenfilm Les Derniers Jours de Pompéi (1950), de verfilming van de gelijknamige historische roman van Edward Bulwer-Lytton, schitterde ze als Romeinse patriciër die een relatie aanging met een Griek.

### Hollywood
Op het toppunt van haar roem verliet ze in 1948 Frankrijk om een filmcarrière in Hollywood uit te bouwen. Ze tekende een contract voor zeven jaar bij Fox. Hoewel ze de gelegenheid had te spelen voor cineasten als Fritz Lang en Jean Negulesco oogstte ze er niet het beoogde succes. Presle verbrak haar Amerikaanse contract. Haar Amerikaans avontuur loonde echter wel de moeite op persoonlijk vlak : ze ontmoette de Amerikaanse filmregisseur William Marshall met wie ze een dochter kreeg, de latere cineaste Tonie Marshall.

### Jaren vijftig in Frankrijk en Italië

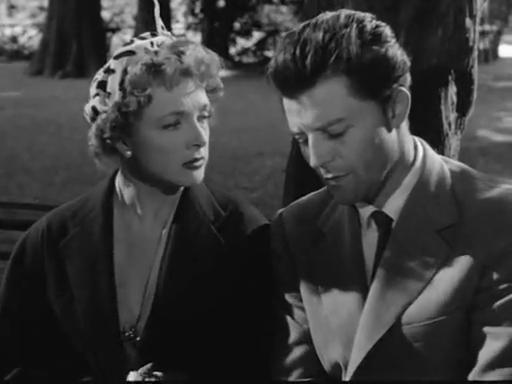
Micheline Presle in Villa Borghese (1953)

Toen ze naar Frankrijk terugkeerde ondervond ze aanvankelijk enige moeite om de sterke rollen van vroeger te bemachtigen. Na verloop van tijd kreeg ze de kans om deel uit te maken van de cast van Villa Borghese (1953) en om met opkomende ster Marcello Mastroianni samen te spelen in de romantische muziekfilm Casa Ricordi (1954). Beide films luidden haar doorbraak in Italië in. Met Mastroianni vormde ze een tweede keer een filmkoppel in de komedie L'Assassino (1961). Succesvolle Franse cineasten herontdekten haar en gaven haar mooie rollen. Zo incarneerde ze Marguerite Gauthier in de literatuurverfilming La Dame aux camélias (1954) naar de gelijknamige roman van Alexandre Dumas fils. Ook André Hunebelle, Pierre Gaspard-Huit en Sacha Guitry deden meermaals een beroep op haar talenten. Voor Guitry vertolkte ze Madame de Pompadour en Hortense de Beauharnais in zijn heel succesvolle historische fresco's Si Versailles m'était conté (1954) en Napoléon (1955).

### Jaren zestig
Rond 1960 speelde ze mee in drie opvallende films. In de Engelse politiefilm Blind Date was ze de oudere minnares van een schilder, in de komedie Le Baron de l'écluse vormde ze een leuk filmkoppel met Jean Gabin en in de voormelde komedie L'Assassino met Mastroianni. Dankzij de anthologiefilm Les Sept Péchés capitaux (1962) kwam ze in contact met Jacques Demy die haar bedacht met hoofdrollen in zijn musicalfilm Peau d'âne (1970) en in zijn komedie L'Événement le plus important depuis que l'homme a marché sur la Lune (1973).
In de jaren zestig speelde ze meermaals mee in films van meer commercieel ingestelde cineasten als Jean Delannoy, Edouard Molinaro en Philippe de Broca. Ze verleende haar medewerking echter ook aan het fel gecontesteerde drama La Religieuse (1966) van Nouvelle Vague-filmer Jacques Rivette en aan de Amerikaanse thriller The Prize (1963).

### Jaren zeventig
Rond 1970 was ze nog te zien in de twee voormelde Demy-films en in de succesrijke westernparodie Les Pétroleuses (1971) waarin ze de vrouwelijke hoofdrol evenwel moest overlaten aan Brigitte Bardot en Claudia Cardinale. Ze vertolkte een rol in de laatste film van zowel Marc Allégret (Le Bal du comte d'Orgel, 1970, de literatuurverfilming van de tweede en laatste roman van Roland Dorgelès) als van diens broer Yves Allégret (Mords pas, on t'aime, 1976). 

### Jaren tachtig
Vermeldenswaardige films uit de jaren tachtig waren Certaines nouvelles (1980), de kroniek van een Franse familie in Algerije anno 1962, en werk van enkele grote cineasten zoals het drama Les Voleurs de la nuit (Samuel Fuller, 1984), het Tweede Wereldoorlogdrama Le Sang des autres (Claude Chabrol, 1984) en de komedie I Want to Go Home (Alain Resnais, 1989). Aan deze laatste film hield ze haar enige nominatie voor een César over.

### Jaren negentig en tweeduizend
In de jaren negentig en in de jaren 2000 was Presle nog regelmatig te zien in films van haar dochter Tonie Marshall. Daarnaast verleende ze haar medewerking aan enkele komedies van Gérard Jugnot en aan werk van gevestigde waarden als Francis Girod en Jean-Pierre Mocky. Ook nieuwlichters spraken haar talent graag aan. 

### Televisie en toneel
Bij gebrek aan interessante rollen in de tweede helft van de jaren zestig concentreerde ze zich op televisiewerk. Ze wordt het best herinnerd voor haar hoofdrol in de drie seizoenen tellende televisieserie Les Saintes chéries (1965-1966, 1968, 1970). Samen met televisie-echtgenoot Daniel Gélin vormde ze een koppel welgestelde Parijzenaars van wie de kleine kopzorgen met milde ironie worden gevolgd. 
Presle verscheen ook af en toe op de planken.
In augustus 2022 werd ze honderd jaar. Presle overleed in februari 2024 op 101-jarige leeftijd.

## Filmografie (selectie)
- 1937 - La Fessée (Pierre Caron)
- 1938 - Je chante (Christian Stengel)
- 1939 - Jeunes Filles en détresse (Georg Wilhelm Pabst)
- 1940 - Elles étaient douze femmes (Georges Lacombe)
- 1940 - Paradis perdu (Abel Gance)
- 1940 - La Comédie du bonheur (Marcel L'Herbier)
- 1941 - Parade en sept nuits (Marc Allégret)
- 1941 - Histoire de rire (Marcel L'Herbier)
- 1942 - Félicie Nanteuil (Marc Allégret)
- 1942 - La Belle Aventure (Marc Allégret)
- 1942 - La Nuit fantastique (Marcel L'Herbier)
- 1944 - Falbalas (Jacques Becker)
- 1945 - Boule de suif (Christian-Jaque)
- 1947 - Le Diable au corps (Claude Autant-Lara)
- 1947 - Les Jeux sont faits (Jean Delannoy)
- 1948 - Tous les chemins mènent à Rome (Jean Boyer)
- 1950 - Les Derniers Jours de Pompéi (Marcel L'Herbier)
- 1950 - Under My Skin (Jean Negulesco)
- 1950 - American Guerrilla in the Philippines (Fritz Lang)
- 1951 - Adventures of Captain Fabian (William Marshall)
- 1953 - Villa Borghese (Vittorio De Sica en Gianni Franciolini)
- 1953 - La Dame aux camélias (Raymond Bernard)
- 1954 - Si Versailles m'était conté... (Sacha Guitry)
- 1954 - L'Amour d'une femme (Jean Grémillon)
- 1954 - Casa Ricordi (Carmine Gallone)
- 1955 - Napoléon (Sacha Guitry)
- 1956 - La Mariée est trop belle (Pierre Gaspard-Huit)
- 1956 - Treize à table (André Hunebelle)
- 1957 - Les femmes sont marrantes (André Hunebelle)
- 1958 - Christine (Pierre Gaspard-Huit)
- 1959 - Blind Date (Joseph Losey)
- 1960 - Une fille pour l'été (Edouard Molinaro)
- 1960 - Le Baron de l'écluse (Jean Delannoy)
- 1960 - Herrin der Welt - Teil I, Die (William Dieterle)
- 1961 - L'Amant de cinq jours (Philippe de Broca)
- 1961 - L'Assassino (Elio Petri)
- 1962 - La Loi des hommes (Charles Gérard)
- 1962 - Les Sept Péchés capitaux (sketchenfilm : episode La luxure) (Jacques Demy)
- 1962 - Le Diable et les Dix Commandements (Julien Duvivier) (sketchenfilm : episode Tu ne convoiteras point, Luxurieux point ne seras et L'œuvre de chair ne désireras qu'en mariage seulement)
- 1963 - Venere imperiale (Jean Delannoy)
- 1963 - The Prize (Mark Robson)
- 1964 - La Chasse à l'homme (Edouard Molinaro)
- 1966 - La Religieuse (Jacques Rivette)
- 1966 - Le Roi de cœur (Philippe de Broca)
- 1970 - Le Bal du comte d'Orgel (Marc Allégret)
- 1970 - Peau d'âne (Jacques Demy)
- 1971 - Les Pétroleuses (Christian-Jaque)
- 1973 - L'Événement le plus important depuis que l'homme a marché sur la Lune (Jacques Demy)
- 1973 - L'Oiseau rare (Jean-Claude Brialy)
- 1976 - Mords pas, on t'aime (Yves Allégret)
- 1978 - Va voir maman, papa travaille (François Leterrier)
- 1979 - Je te tiens, tu me tiens par la barbichette (Jean Yanne)
- 1980 - Certaines nouvelles (Jacques Davila)
- 1983 - En haut des marches (Paul Vecchiali)
- 1984 - Les Voleurs de la nuit (Samuel Fuller)
- 1984 - The Blood of Others (Le Sang des autres) (Claude Chabrol)
- 1989 - I Want to Go Home (Alain Resnais)
- 1991 - Le Jour des rois (Marie-Claude Treilhou)
- 1994 - Pas très catholique (Tonie Marshall)
- 1994 - Casque bleu (Gérard Jugnot)
- 1996 - Fallait pas!... (Gérard Jugnot)
- 1997 - Grève party (Fabien Onteniente)
- 1998 - Vénus Beauté (institut) (Tonie Marshall)
- 1999 - Charmant Garçon (Patrick Chesnais)
- 2001 - Les Ames câlines (Thomas Bardinet)
- 2001 - Mauvais Genres (Francis Girod)
- 2003 - France Boutique (Tonie Marshall)
- 2003 - Chouchou (Merzak Allouache)
- 2004 - Grabuge! (Jean-Pierre Mocky)
- 2008 - Musée haut, musée bas (Jean-Michel Ribes)
- 2009 - Un homme et son chien (Francis Huster)
- 2009 - Plein sud (Sébastien Lifshitz)
- 2012 - Comme des frères (Hugo Gélin)
- 2014 - Tu veux ou tu veux pas (Tonie Marshall)

## Prijzen en nominatie

### Prijzen
- 2004: César d'honneur ter bekroning van een ganse carrière

### Nominatie
- 1990: I Want to Go Home : César voor beste actrice in een bijrol